# Fungia valida
Espèce
Fungia valida est une espèce de coraux appartenant à la famille des Fungiidae.